# Tenkegörbed
Tenkegörbed (Gurbediu), település Romániában, a Partiumban, Bihar megyében.

## Fekvése
Nagyváradtól délre, Nagyszalontától keletre a Gyepes-ér mellett fekvő település.

## Története
Tenkegörbed nevét 1300-ban p. Gurbeth ~ Gvrbeth néven említette először oklevél.
1302-ben Gurbeed, 1332-ben Gorbed, 1430-ban Gwrbed, 1450-ben és 1475-ben Gerbed, 1552-ben Gewrbedh, 1808-ban Görbed, Gurbegye, 1851-ben Görbed néven írták.
1332-1337 között a Váradi regestrum már mint nemesi birtokot említette.
1340-ben Baruch, Vid és Lőkös fiai voltak a birtokosai, de 1355-ben már Meszesy Demeter püspöknek is birtokos volt itt.
1430-ban a Nadányiak birtoka, később pedig a latin szertartásu váradi nagypréposté lett. 
A prépostságnak itt a 18. század elején hatkerekű vízimalma volt, az 1900-as évek elején pedig egy 16 lóerejü gőzgéppel felszerelt hengermalom működött itt. A községben két templom is van.
1851-ben Fényes Elek írta a településről:
"Görbed, románul Gurbegy, tótul Kriva, Bihar vármegyében, rónaságon, 675 óhitü, 238 magyarul is tudó tót római katholikus lakossal, katholikus és óhitü parochia templomokkal, az uraságnak derék házával, nagy gyümölcsös kertjével. Határa 5000 hold, s ez csaknem mind majorsági, s igen termékeny földekkel bir. A helységen egy patak fut keresztül. Birja a váradi deák nagyprépost"
1910-ben 1710 lakosából 267 magyar, 1396 román, 47 cigány volt.
A trianoni békeszerződés előtt Bihar vármegye Tenkei járásához tartozott.

## Nevezetességek

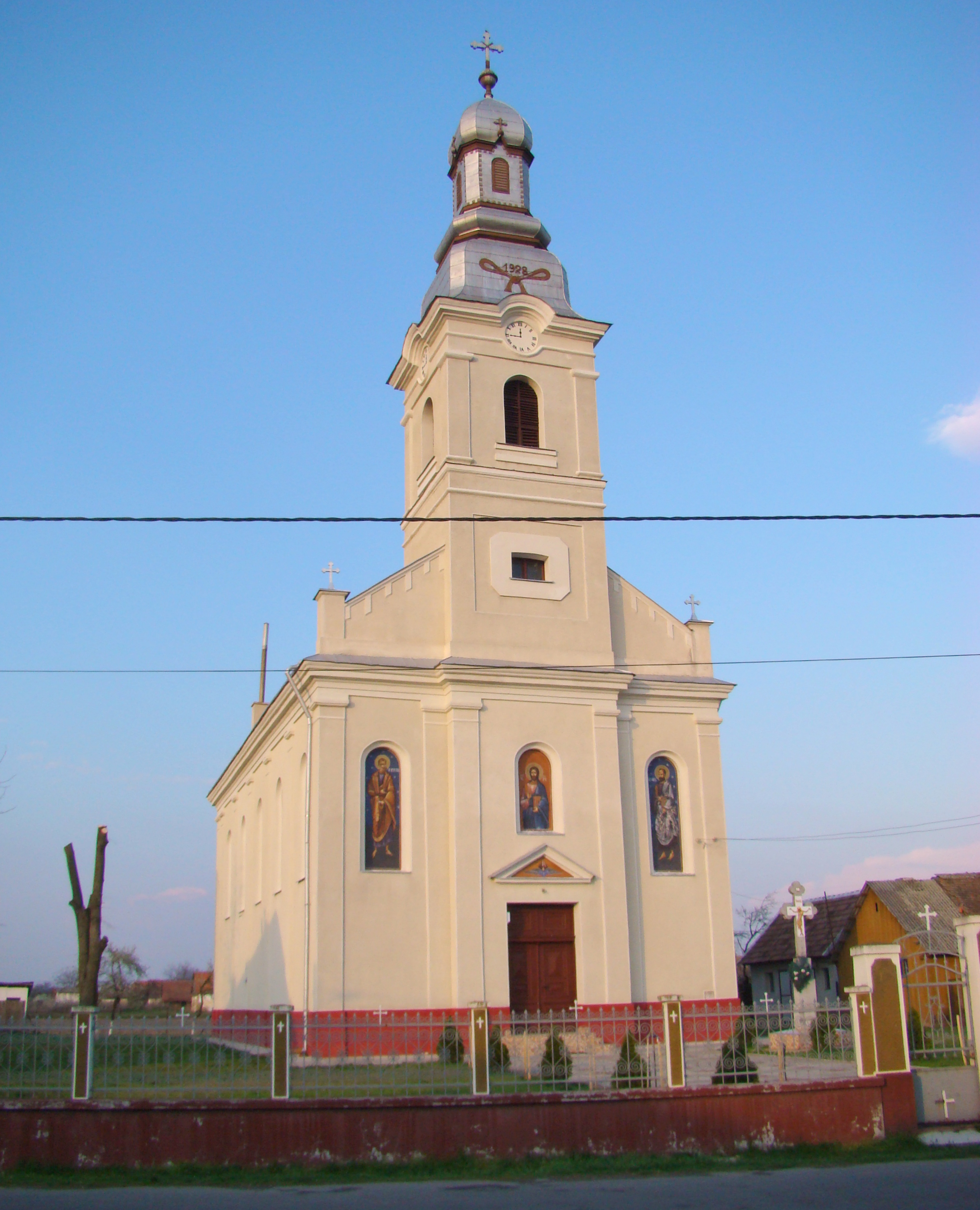
Tenkegörbed görögkeleti ortodox temploma

- Római katolikus temploma 1811-ben épült.
- Görög keleti temploma 1889-ben készült.

## Itt születtek
- Tóth István (Tenkegörbed, 1923. október 25-Marosvásárhely, 2001 szeptember 16) költő, műfordító. 1948-ban a kolozsvári egyetemen szerzett francia-magyar szakos oklevelet, előbb nagyváradi középiskolai tanár, majd 1963-tól tanít a marosvásárhelyi főiskolán és a színiakadémián. 1983-ban lett nyugdíjas. Jelentősen hozzájárult a latin irodalom magyar nyelvre való átültetéséhez, verseskötetei mellett műfordításkötetei is jelentősek.